# Lituania en los Juegos Olímpicos de Pekín 2008
Lituania estuvo representada en los Juegos Olímpicos de Pekín 2008 por un total de 71 deportistas que compitieron en 16 deportes.  
El portador de la bandera en la ceremonia de apertura fue el jugador de baloncesto Šarūnas Jasikevičius.

## Medallistas
El equipo olímpico lituano obtuvo las siguientes medallas:
| Nombre                 | Deporte            | Competición  |
| ---------------------- | ------------------ | ------------ |
| Oro                    |                    |              |
| —                      |                    |              |
| Plata                  |                    |              |
| Mindaugas Mizgaitis    | Lucha grecorromana | 120 kg M     |
| Edvinas Krungolcas     | Pentatlón moderno  | Individual M |
| Gintarė Volungevičiūtė | Vela               | Laser F      |
| Bronce                 |                    |              |
| Virgilijus Alekna      | Atletismo          | Disco M      |
| Andrejus Zadneprovskis | Pentatlón moderno  | Individual M |